# Antonio Valencia
Luis Antonio Valencia Mosquera (sinh ngày 4 tháng 8 năm 1985), thường được biết tới với tên Antonio Valencia, là một cầu thủ bóng đá người Ecuador hiện đã giải nghệ. Anh từng là một trong những cầu thủ chạy nhanh nhất thế giới.
Sau khi trưởng thành từ đội trẻ của Club Deportivo El Nacional, Valencia trở thành cầu thủ chính thức trong đội với hơn 80 lần ra sân cho câu lạc bộ trước khi được Villarreal CF mua về ở mùa giải 2005. Anh chỉ có 2 lần ra sân cho đội bóng Tây Ban Nha và xen kẽ đó là những quãng thời gian được đem cho Recreativo de Huelva và Wigan Athletic từ năm 2006 tới 2008. Wigan sau đó ký hợp đồng 3 năm với Valencia với mức chuyển nhượng không được tiết lộ vào tháng 1 năm 2008. Màn trình diễn của anh ở Wigan sau đó đã thu hút sự chú ý từ các đội bóng lớn và anh đã từ chối lời đề nghị từ phía Real Madrid trước khi tới Manchester United vào tháng 6 năm 2009 nhằm thay thế cho sự ra đi của Cristiano Ronaldo.
Ngày 13 tháng 5 năm 2021, anh đã chính thức tuyên bố giải nghệ ở tuổi 35.

## Sự nghiệp câu lạc bộ

### Giai đoạn đầu
Sinh ra tại Lago Agrio , Valencia bắt đầu sự nghiệp ở El Nacional và chuyển tới đội bóng Tây Ban Nha Villarreal CF vào năm 2005. Tuy nhiên, anh được đem cho Recreativo de Huelva mượn ở mùa giải 2005-06, nơi anh đã giúp đội bóng lên hạng.

### Wigan Athletic
Ở đầu mùa giải sau đó, anh gia nhập đội bóng ở giải Ngoại hạng Anh Wigan Athletic, ban đầu là theo bản hợp đồng cho mượn. Anh có trận ra mắt trong màu áo Wigan vào ngày 19 tháng 8 năm 2006, trong trận thua 2-1 trước Newcastle United, và ghi bàn đầu tiên vào ngày 21 tháng 10 năm 2006. Bản hợp đồng cho mượn có thời hạn tới năm sau đó, và vào ngày 18 tháng 1 năm 2008, anh chuyển hẳn tới Wigan với mức giá không được tiết lộ.

### Manchester United
Vào ngày 30 tháng 6 năm 2009, Valencia trở thành bản hợp đồng đầu tiên của Manchester United trong mùa hè. Anh ký hợp đồng 4 năm với mức phí không tiết lộ nhưng được đoán vào khoảng 16 triệu bảng Anh. Anh có trận ra mắt ở trận FA Commnunity Shield, trận đấu mà anh vào thay Nani ở phút 62. Vào ngày 17 tháng 10 năm 2009, anh ghi bàn đầu tiên cho đội bóng, ghi bàn thứ 2 trong chiến thắng 2-1 trước Bolton Wanderers. Bàn đầu tiên của anh ở cúp C1 là trong trận thắng 1-0 trước PFC CSKA Moscow.
Trong trận chung kết cúp Liên đoàn bóng đá Anh 2010 gặp Aston Villa, Valencia chính là người đã thực hiện quả tạt để Wayne Rooney ghi bàn thứ 2 cho Manchester United. Vào ngày 25 tháng 4 năm 2010, Valencia được chọn vào đội hình tiêu biểu của giải Ngoại Hạng Anh ở mùa giải 2009-10 cùng các đồng đội Patrice Evra, Darren Fletcher và Rooney.

## Thống kê sự nghiệp

### Câu lạc bộ
Tính đến 12 tháng 5 năm 2019.
| Câu lạc bộ            | Mùa giải            | Giải đấu | Giải đấu | Cúp quốc gia | Cúp quốc gia | Cúp liên đoàn | Cúp liên đoàn | Châu lục | Châu lục | Khác | Khác | Tổng cộng | Tổng cộng |
| Câu lạc bộ            | Mùa giải            | Trận     | Bàn      | Trận         | Bàn          | Trận          | Bàn           | Trận     | Bàn      | Trận | Bàn  | Trận      | Bàn       |
| --------------------- | ------------------- | -------- | -------- | ------------ | ------------ | ------------- | ------------- | -------- | -------- | ---- | ---- | --------- | --------- |
| El Nacional           | 2003                | 29       | 3        | –            | –            | –             | –             | –        | –        | –    | –    | 29        | 3         |
| El Nacional           | 2004                | 41       | 5        | –            | –            | –             | –             | 4        | 0        | –    | –    | 45        | 5         |
| El Nacional           | 2005                | 14       | 4        | –            | –            | –             | –             | –        | –        | –    | –    | 14        | 4         |
| El Nacional           | Tổng cộng           | 84       | 12       | –            | –            | –             | –             | 4        | 0        | –    | –    | 88        | 12        |
| Villarreal            | 2005–06             | 2        | 0        | 0            | 0            | –             | –             | 0        | 0        | –    | –    | 2         | 0         |
| Villarreal            | Tổng cộng           | 2        | 0        | 0            | 0            | –             | –             | 0        | 0        | –    | –    | 2         | 0         |
| Recreativo (mượn)     | 2005–06             | 12       | 0        | –            | –            | –             | –             | –        | –        | –    | –    | 12        | 0         |
| Recreativo (mượn)     | Tổng cộng           | 12       | 0        | –            | –            | –             | –             | –        | –        | –    | –    | 12        | 0         |
| Wigan Athletic (mượn) | 2006–07             | 22       | 1        | 0            | 0            | 0             | 0             | –        | –        | –    | –    | 22        | 1         |
| Wigan Athletic (mượn) | 2007–08             | 15       | 0        | 0            | 0            | 0             | 0             | –        | –        | –    | –    | 15        | 0         |
| Wigan Athletic        | 2007–08             | 16       | 3        | 1            | 0            | 0             | 0             | –        | –        | –    | –    | 17        | 3         |
| Wigan Athletic        | 2008–09             | 31       | 3        | 1            | 0            | 3             | 0             | –        | –        | –    | –    | 35        | 3         |
| Wigan Athletic        | Tổng cộng           | 84       | 7        | 2            | 0            | 3             | 0             | –        | –        | –    | –    | 89        | 7         |
| Manchester United     | 2009–10             | 34       | 5        | 1            | 0            | 4             | 0             | 9        | 2        | 1    | 0    | 49        | 7         |
| Manchester United     | 2010–11             | 10       | 1        | 2            | 0            | 0             | 0             | 7        | 1        | 1    | 1    | 20        | 3         |
| Manchester United     | 2011–12             | 27       | 4        | 2            | 0            | 3             | 1             | 6        | 1        | 0    | 0    | 38        | 6         |
| Manchester United     | 2012–13             | 30       | 1        | 6            | 0            | 0             | 0             | 4        | 0        | –    | –    | 40        | 1         |
| Manchester United     | 2013–14             | 29       | 2        | 1            | 0            | 3             | 0             | 10       | 2        | 1    | 0    | 44        | 4         |
| Manchester United     | 2014–15             | 32       | 0        | 3            | 0            | 0             | 0             | –        | –        | –    | –    | 35        | 0         |
| Manchester United     | 2015–16             | 14       | 0        | 3            | 0            | 1             | 0             | 4        | 0        | –    | –    | 22        | 0         |
| Manchester United     | 2016–17             | 28       | 1        | 1            | 0            | 4             | 0             | 9        | 0        | 1    | 0    | 43        | 1         |
| Manchester United     | 2017–18             | 31       | 3        | 3            | 0            | 0             | 0             | 4        | 0        | 1    | 0    | 39        | 3         |
| Manchester United     | 2018–19             | 6        | 0        | 0            | 0            | 0             | 0             | 3        | 0        | –    | –    | 9         | 0         |
| Manchester United     | Tổng cộng           | 241      | 17       | 22           | 0            | 15            | 1             | 56       | 6        | 5    | 1    | 339       | 25        |
| Tổng cộng sự nghiệp   | Tổng cộng sự nghiệp | 423      | 36       | 24           | 0            | 18            | 1             | 60       | 6        | 5    | 1    | 530       | 44        |

### Bàn thắng quốc tế
| #   | Ngày                 | Địa điểm                                                     | Đối thủ    | Bàn thắng | Kết quả | Giải đấu                 |
| --- | -------------------- | ------------------------------------------------------------ | ---------- | --------- | ------- | ------------------------ |
| 1.  | 27 tháng 3 năm 2005  | Sân vận động Olympic Atahualpa, Quito, Ecuador               | Paraguay   | 1–2       | 5–2     | Vòng loại World Cup 2006 |
| 2.  | 27 tháng 3 năm 2005  | Sân vận động Olympic Atahualpa, Quito, Ecuador               | Paraguay   | 4–2       | 5–2     | Vòng loại World Cup 2006 |
| 3.  | 30 tháng 3 năm 2005  | Sân vận động Quốc gia Lima, Lima, Peru                       | Paraguay   | 1–2       | 2–2     | Vòng loại World Cup 2006 |
| 4.  | 27 tháng 6 năm 2007  | Sân vận động Polideportivo Cachamay, Puerto Ordaz, Venezuela | Chile      | 1–0       | 2–3     | Copa América 2007        |
| 5.  | 9 tháng 9 năm 2009   | Sân vận động Hernando Siles, La Paz, Bolivia                 | Chile      | 2–0       | 3–1     | Vòng loại World Cup 2010 |
| 6.  | 10 tháng 10 năm 2009 | Sân vận động Olympic Atahualpa, Quito, Ecuador               | Uruguay    | 1–0       | 1–2     | Vòng loại World Cup 2010 |
| 7.  | 6 tháng 2 năm 2013   | Sân vận động D. Afonso Henriques, Guimaraes, Bồ Đào Nha      | Bồ Đào Nha | 1–0       | 3–2     | Giao hữu                 |
| 8.  | 29 tháng 5 năm 2013  | Sân vận động bóng đá FAU, Boca Raton, Hoa Kỳ                 | Đức        | 1–4       | 2–4     | Giao hữu                 |
| 9.  | 12 tháng 6 năm 2016  | Sân vận động MetLife, East Rutherford, Hoa Kỳ                | Haiti      | 4–0       | 4–0     | Copa América Centenario  |
| 10. | 6 tháng 10 năm 2016  | Sân vận động Olympic Atahualpa, Quito, Ecuador               | Chile      | 1–0       | 3–0     | Vòng loại World Cup 2018 |
| 11. | 15 tháng 11 năm 2018 | Sân vận động Quốc gia Lima, Lima, Peru                       | Perú       | 1–0       | 2–0     | Giao hữu                 |

## Danh hiệu

### Câu lạc bộ
El Nacional
- Serie A (1): 2005

Manchester United
- Premier League (2): 2010-11, 2012-13
- Cúp FA (1): 2015–16
- Cúp Liên đoàn bóng đá Anh (2): 2009–10, 2016–17
- Siêu cúp Anh (3): 2010, 2013, 2016
- UEFA Europa League (1): 2016-17

LDU Quito
- Copa Ecuador (1): 2019